# Héroes de la Lanza
Los Héroes de la Lanza son un grupo ficticio de compañeros que aparecen en las series de novelas de Dragonlance. Protagonizaron los principales acontecimientos de la Guerra de la Lanza en la Era de la Desesperación. Recorrieron gran parte del continente de Ansalon, derrotando a los temibles ejércitos del dragón de Takhisis, obteniendo la Dragonlance y algunos Orbes del Dragón en el camino.

## Datos
Su viaje comienza en la posada El Último Hogar de Solace y termina con la caída de Takhisis y su templo en Neraka. Muchas historias, leyendas y canciones hablan de sus aventuras y, si bien algunas se consideran historias de kenders, otras son completamente ciertas.

## Componentes
Componen un grupo muy variado, con humanos, elfos, un enano de las colinas, un kender y como líder un semielfo.
- Caramon Majere, guerrero humano.
- Flint Fireforge, guerrero enano de las colinas.
- Gilthanas Kanan, príncipe elfo qualinesti.
- Goldmoon, sacerdotisa bárbara.
- Lauralanthalasa Kanan, princesa elfa qualinesti.
- Raistlin Majere, mago humano.
- Riverwind, guerrero bárbaro.
- Sturm Brightblade, caballero de Solamnia.
- Tanthalas "Tanis" Semielfo, guerrero semielfo.
- Tasslehoff Burrfoot, kender.
- Tika Waylan, guerrera humana.